# شهرستان یونیون (تنسی)
شهرستان یونیون، تنسی (به انگلیسی: Union County, Tennessee) یک سکونتگاه مسکونی در ایالات متحده آمریکا است که در تنسی واقع شده‌است.

## خصوصیات
شهرستان یونیون ۶۴۰ کیلومترمربع مساحت دارد.